# Christian Goldbach
Christian Goldbach (18 de marzo de 1690 - 20 de noviembre de 1764) fue un matemático prusiano, nacido en Königsberg, Prusia (hoy Kaliningrado, Rusia), hijo de un pastor. Estudió leyes, idiomas y matemáticas. Realizó varios viajes a través de Europa y conoció a varios matemáticos famosos, como Gottfried Leibniz, Leonhard Euler y Daniel Bernoulli.
En 1725 se convirtió en historiador y profesor de matemáticas en San Petersburgo. Tres años más tarde se trasladó a Moscú para trabajar para el zar Pedro II de Rusia.

## Contribuciones

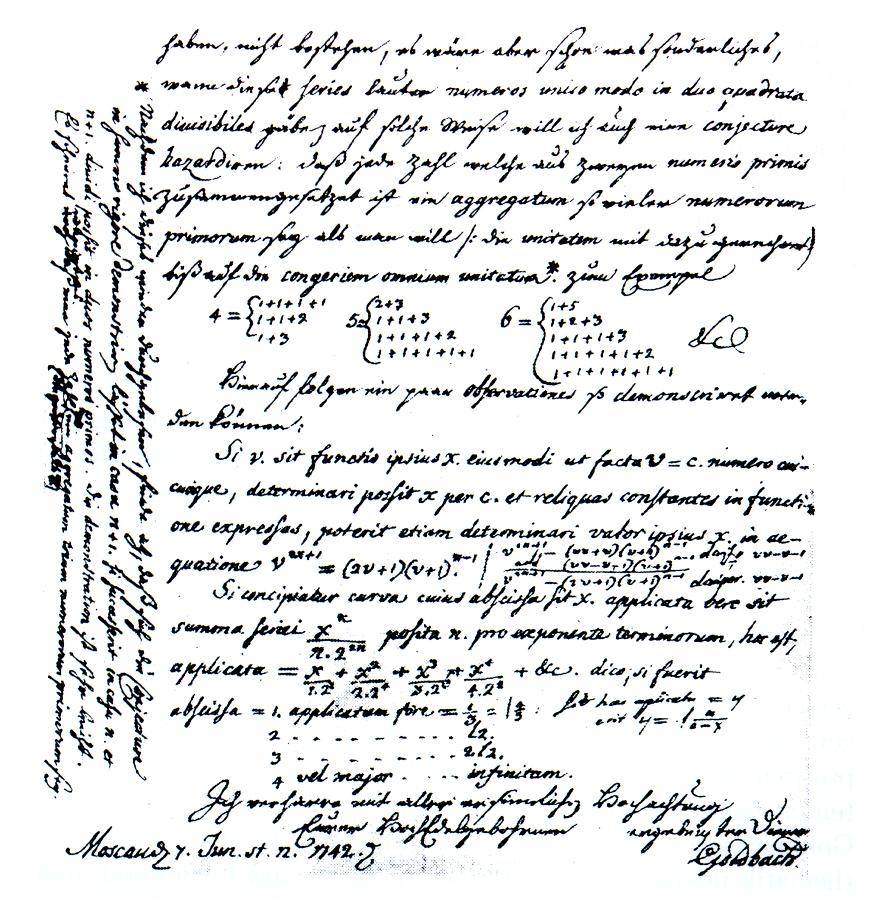
Carta de Goldbach a Euler donde expone su famosa conjetura.

Realizó una demostración respecto al número infinito de números primos. Hoy en día es conocido por la llamada conjetura de Goldbach o conjetura fuerte de Goldbach, que afirma que todos los números pares mayores que 2 se pueden representar como la suma de dos números primos. Hoy se sabe que esto es cierto para todos los números menores que un trillón, es decir, 1018. Esta conjetura se encontró en una carta que envió Goldbach a Euler en 1742. El gran matemático suizo Euler no consiguió demostrar ni refutar el resultado de este teorema, y en la actualidad, casi 300 años después, nadie ha dado una demostración formal totalmente concluyente sobre la veracidad del resultado y tampoco se ha encontrado algún contraejemplo (es decir, un número par que no pueda escribirse como suma de dos números primos).[cita requerida]
Goldbach también estudió y demostró varios teoremas sobre potencias perfectas.

### Conjetura débil de Goldbach
Existe otra conjetura de Goldbach, denominada conjetura débil de Goldbach, que dice lo siguiente:

Todo número impar mayor que 7 puede escribirse como suma de tres números primos impares.

Por tanto, el enunciado puede escribirse como sigue:

Todo número impar mayor que 5 puede escribirse como la suma de tres números primos.

Esta conjetura fue resuelta en el 2013 por el matemático peruano Harald Andrés Helfgott, quien consiguió demostrar que para todo número impar mayor que 1030 la conjetura es cierta. Luego, con el uso de un ordenador, verificó que cada número impar menor que 1030 (o incluso 8,8x1030) podía expresarse como la suma de tres primos. Su trabajo aún está siendo revisado por pares.